# Shingle Springs (Kalifornija)
Shingle Springs je naseljeno područje za statističke svrhe u američkoj saveznoj državi Kalifornija. Prema popisu stanovništva iz 2010. u njemu je živjelo 4.432 stanovnika.